# Muhàmmad Malla Khan
Muhàmmad Mal·la Khan fou kan de Kokand (1858-1861). Era fill de Murad Beg Khan i germanastre de Muhàmmad Khudayar Khan. Va pujar al poder després d'una revolta que va tenir el suport dels qara quirguisos i va derrotar Khudayar a la batalla de Samanchim i el va obligar a fugir al Kanat de Bukharà.
Va tenir un regnat descrit com benevolent dominat per la personalitat d'Alim Kul que va exercir en gran part el poder i no permetia a ningú acostar-se al kan.
El 1859 els russos van ocupar el fort Julek, que segons el governador general rus a Orenburg, Katenin, amenaçava Fort Perovski; el 1861 van construir al mateix lloc una nova fortalesa i van demolir la de Yani Kurgan. Més al nord havien ampliat gradualment el seu domini cap a l'àrea que ocupaven els kazakhs subjectes a Kokand, on ja havien ocupat els forts de Pishpek, Tokmak, i altres.
Al cap d'uns dos o tres anys de regnat fou assassinat pels notables uzbeks defraudats perquè la vigilància d'Alim Kul els impedia obtenir cap favor del kan; els conjurats estaven dirigits per Shadiman Khoja i van aprofitar que Alim Kul estava absent perquè havia anat a Andijan, d'on havia estat nomenat beg; van accedir a la seva cambra i el van matar mentre dormia.
Els conspiradors van posar al tron Shah Murad Khan, fill de Sarmasik (germà de Muhammad Khudayar Khan i germanastre de Muhammad Malla Khan) i, per tant, nebot dels dos darrers kans.